# Estación Arakawa-Itchūmae
La estación Arakawa-Itchumae (荒川一中前停留場 Arakawa-Itchūmae-teiryūjō?) de la línea Toden Arakawa, pertenece al único sistema de tranvías de la empresa estatal Toei, y está ubicada en el barrio especial de Arakawa, en la prefectura de Tokio, Japón. La estación fue construida durante el año 2000 a petición de vecinos del barrio.

## Sitios de interés
- Escuela secundaria municipal
- Escuela primaria municipal
- Centro deportivo Senju seijū  (antiguo estadio de Tokio, demolido en 1977)
- Oficina distrital
- Paseo de compras Joyful Minowa (ジョイフル三ノ輪)